# Cultura Arzachena

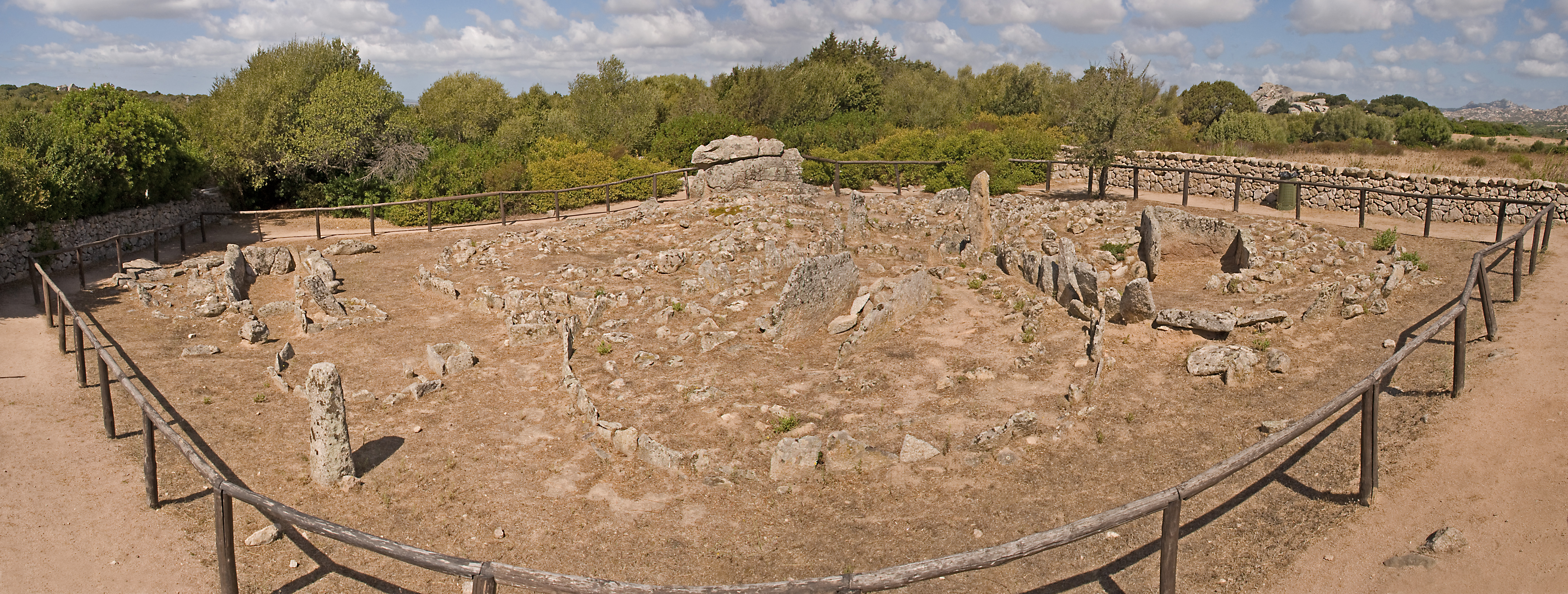
Tombes circulars de Li Muri a Arzachena

La cultura Arzachena fou una cultura neolítica prenuràgica que ocupa la part nord-oriental de Sardenya (Gal·lura) i part de Còrsega del Sud, d'aproximadament els mil·lennis IV al III ae. Pren el nom de la ciutat sarda d'Arzachena.
La cultura Arzachena és coneguda per les estructures megalítiques, com les tombes circulars i menhirs. Tant l'arquitectura funerària com la cultura material mostren semblances amb els contexts contemporanis de Catalunya, Llenguadoc, Provença i Còrsega.
Diferenciant-se dels pobles de la contemporània cultura Ozieri de la resta de Sardenya, els pobles de la cultura Arzachena s'organitzaven en una societat aristocràtica i individualista centrada en el pasturatge i l'agricultura. Els grups aristocràtics enterraven els morts en monuments megalítics circulars, amb una cambra central amb un sol individu, mentre que en la resta de l'illa la cultura Ozieri enterrava els morts en hipogeus col·lectius anomenats domus de Janas. Segons l'erudit Giovanni Lilliu, fins i tot en temps prehistòrics, a Sardenya les dues ànimes complementàries de la societat illenca ja eren clarament delineades: els pastors guerrers de les terres altes centrals i els recol·lectors guerrers de les planes. Fins si les dades antropològiques conegudes no presenten una prova clara, algunes diferenciacions de capteniment típiques de la cultura Arzachena i els cursos moderns no semblen mancar de valor i significat, en comparança amb altres poblacions de Sardenya.
Segons Lilliu, el model cultural d'Arzachena es va reproduir de la mateixa manera des del mil·lenni III ae fins al mil·lenni II ae, amb el naixement de la civilització dels nurags, fins a la conquesta romana (i sobrevivint-hi), proporcionant a l'arqueologia un increïble exemple d'estructura cultural i sociològica congelada.